# Chaco tucumana
Chaco tucumana is een spinnensoort in de taxonomische indeling van de bruine klapdeurspinnen (Nemesiidae).
Chaco tucumana werd in 1995 beschreven door Goloboff.